# 賓厄姆法姆斯 (密歇根州)
賓厄姆法姆斯（英語：Bingham Farms）是位於美國密歇根州奧克蘭縣紹斯菲爾德鎮區的一個村。

## 人口
根據2020年美國人口普查的數據，賓厄姆法姆斯的面積為3.15平方千米，當中陸地面積為3.15平方千米，而水域面積為0.00平方千米。當地共有人口1124人，而人口密度為每平方千米356人。